# Edward Calabrese
Edward J. Calabrese (* 10. August 1946) ist ein US-amerikanischer Toxikologe und Hochschullehrer an der University of Massachusetts Amherst (School of Public Health and Health Science).
Calabrese wuchs in Bridgewater (Massachusetts) auf und studierte am Bridgewater State College mit dem Bachelor-Abschluss 1968 und an der University of Massachusetts Amherst mit dem Master-Abschluss 1972 und der Promotion 1973 (Ph.D.). Später wurde er dort Professor und ist Direktor des Northeast Regional Environmental Public Health Center der University of Massachusetts.
Er befasste sich mit Karzinogenen, Risikobewertung und gegenseitige Wechselwirkungen chemischer Stoffe in der Umwelt und mit den Auswirkungen niedriger Dosen von Medikamenten, Umweltstoffen und Strahlung (Dosis-Wirkungs-Kurve bei niedrigen Dosen) und ist bekannt und umstritten als Befürworter des alten paracelsianischen Konzepts der Hormesis. Das betrifft seiner Ansicht nach auch ionisierende Strahlung.
2011 kritisierte er auch das LNT-Modell der linearen Extrapolation der Auswirkungen ionisierender Strahlung ohne Schwellwert und hielt dessen Begründern Hermann Muller und Curt Stern bewusste Fehlinterpretation ihrer Experimente vor, was eine heftige Kontroverse auslöste.
Von ihm stammen mehrere Bücher und rund 750 wissenschaftliche Veröffentlichungen (2017).
Er ist im Beratungskomitee der National Academy of Sciences und NATO für sauberes Trinkwasser, im wissenschaftlichen Beratungsgremium der Agency for Toxic Substances and Disease Registry (ATSDR) und ist Vorsitzender des Komitees Biological Effects of Low Level Exposures (BELLE).
Er ist Herausgeber von Dose-Response.
2013 wurde er Ehrendoktor der McMaster University. 2009 erhielt er den Curie Prize des World Council of Nuclear Workers.

## Schriften
- Principles of Animal Extrapolation, Wiley 1983
- Nutrition and Environmental Health, 2 Bände, Wiley 1980, 1981
- Ecogenetics:  genetic variation in susceptibility to environmental agents, Wiley 1984
- Toxic susceptibility : male/female differences, Wiley 1985
- Multiple Chemical Interaction, Chelsea: Lewis 1991
- mit Elaina Kenyon: Air Toxics and Risk Assessment, Chelsea (Michigan): Lewis 1991
- Herausgeber: Biological Effects of Low Level Exposures to Chemical and Radiation, CRC Press 2017
- Hormesis: a revolution in toxicology, risk assessment and medicine, EMBO Reports, Band 5, Suppl. 1, 2004, S. S37–S40, PMC 1299203 (freier Volltext)
- Hormesis: a fundamental concept in biology, Microbial Cell, Band 1, Heft 5, 2014, S. 145–149, PMC 5354598 (freier Volltext)
- mit Mark Mattson (Hrsg.): Hormesis: A Revolution in Biology, Toxicology and Medicine, Springer 2010
- Muller’s Nobel Prize Lecture: when ideology prevailed over science, Toxicol. Sci., Band 126, 2012, S. 1–4, PMID 22166484

## Weblink
- Homepage